# Jess Carter
Jessica Leigh Carter (Warwick, 27 ottobre 1997) è una calciatrice britannica, difensore del Gotham e della nazionale inglese.

## Carriera

### Club
Carter si appassiona al calcio già da giovanissima, iniziando l'attività nel Warwick Juniors, società della cittadina dello Warwickshire dove nasce e risiede con i genitori, dal 2004 e rimanendo legata al club giocando nelle sue squadre femminili giovanili (Warwick Juniors Wildcats) dall'under 8 all'under 16 fino al 2013, anno in cui si trasferisce al Birmingham City.
Dopo aver iniziato a giocare nelle giovanili del club di Birmingham, nel 2014 il tecnico David Parker la aggrega alla prima squadra facendola debuttare, appena sedicenne, il 24 marzo nell'incontro di andata del quarti di finale dell'edizione 2013-2014 della UEFA Women's Champions League vinto per 1-0 con l'Arsenal, ottenendo inoltre quell'occasione, grazie alla sua eccellente prestazione sportiva, il premio Player of the Match.
Rimane legata al club per altre quattro stagioni, aiutando la sua squadra a raggiungere la finale sia della FA Women's League Cup, nel 2016, che della FA Women's Cup, nel 2017, perdendo entrambe contro il Manchester City. In quest'ultimo anno la delusione per il traguardo non ottenuto viene comunque mitigata per aver ricevuto il premio PFA Women's Young Player of the Year per la stagione 2016-2017.
Nell'estate del 2018, viene data la notizia del suo trasferimento al Chelsea, con cui firma un contratto triennale. Nel giugno 2021, rinnova il proprio accordo con il club per un altro anno, con un'opzione per un'ulteriore stagione.

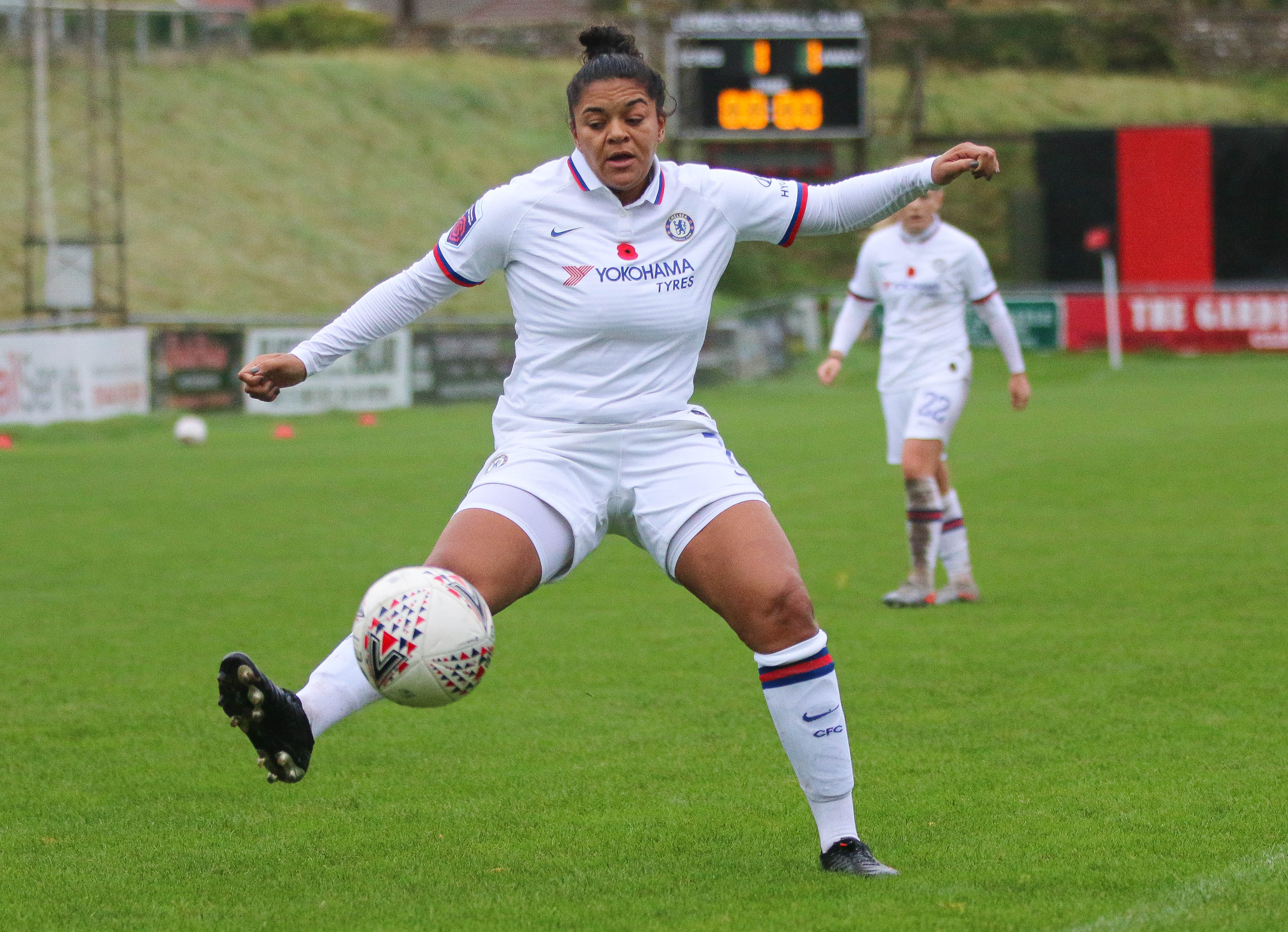
Carter con la maglia del Chelsea nel 2019.

Con le Blues, Carter vince i suoi primi titoli, laureandosi Campione d'Inghilterra nella stagione 2019-2020, per poi aggiudicarsi il double di campionato e Women's FA Cup nell'annata successiva.
Dopo sei stagioni consecutive al Chelsea, nell'estate 2024 si è trasferita al NJ/NY Gotham, franchigia statunitense, partecipante alla NWSL, il principale campionato professionistico statunitense.

### Nazionale
Carter inizia a essere convocata dalla Federcalcio inglese dal 2014, inserita in rosa dal tecnico Mo Marley in occasione della doppia amichevole del 29 e 31 gennaio con le pari età della Norvegia, debuttando nel secondo incontro, sostituendo Sophie Stamp all'inizio del secondo tempo e siglando in quell'occasione la sua prima rete con la maglia della nazionale, quella che al 54' riduce lo svantaggio portando sul 2-1 della partita poi conclusa sul 4-4. In seguito Marley decide di impiegarla anche nella formazione under 19 che affronta la fase élite di qualificazione all'Europeo di Norvegia 2014, nei vittoriosi incontri del gruppo 6 con Danimarca e Finlandia contribuendo all'accesso alla fase finale dell'Inghilterra.
Quello stesso anno inoltre, grazie al quarto posto ottenuto all'Europeo di Galles 2013, l’Inghilterra partecipa, con una selezione under 20, al Mondiale di Canada 2014. Nuovamente Marley, che è responsabile anche delle U20, inserisce Carter nella rosa delle 21 partecipanti al torneo senza tuttavia utilizzarla. Condivide con le compagne la precoce eliminazione della sua nazionale, inserita nel gruppo C, già alla fase a gironi.
Dopo aver maturato alcune presenze tra under 21 e under 23 e aver avuto alcune convocazioni, senza mai scendere in campo, con la nazionale maggiore da aprile 2017, debutta con quest'ultima il 28 novembre, chiamata da Marley, a quel tempo anche ct ad interim, in occasione della vittoria per 5-0 sul Kazakistan, incontro valido per la fase élite di qualificazione al Mondiale di Francia 2019, subentrando a Lucy Bronze al 77'.
In seguito, con l'incarico di ct affidato a Phil Neville, non viene da questo mai convocata ad alcun incontro e deve attendere il nuovo passaggio di panchina (con l'arrivo di Sarina Wiegman) per tornare ad essere chiamata in Nazionale, in occasione delle qualificazioni della zona UEFA, gruppo D, al Mondiale di Australia e Nuova Zelanda 2023; sigla quindi la sua prima rete in nazionale maggiore in occasione della vittoria-primato per 20-0 contro la Lettonia, il 30 novembre 2021.
Nel febbraio 2022 disputa, vincendola, l'edizione inaugurale dell'Arnold Clark Cup e dal giugno di quell'anno viene inclusa nella rosa inglese che partecipa, in qualità di nazione organizzatrice, al Campionato europeo dello stesso anno. Nell'occasione, pur prendendo parte solo alla gara della fase a gironi contro l'Irlanda del Nord, Carter contribuisce alla vittoria finale delle Leonesse, capaci di aggiudicarsi il loro primo titolo continentale.
In seguito Wiegman continua a convocarla con regolarità con la squadra che bissa il successo nella Arnold Clark Cup nell’edizione 2023 e vince in quello stesso anno la prima edizione della Finalissima giocata tra le nazionali campionesse d'Europa e del Sudamerica, con vittoria delle inglesi sul Brasile per 4-2 dopo i tiri di rigore, poi per le edizioni di UEFA Women's Nations League e per il Mondiale di Australia e Nuova Zelanda 2023, dove la sua nazionale giunge in finale perdendola di misura con la Spagna.

## Palmarès

### Club
- Campionato inglese: 3

Chelsea: 2019-2020, 2020-2021, 2021-2022
- Women's FA Cup: 3

Chelsea: 2020-2021, 2021-2022, 2022-2023
- FA Women's League Cup: 2

Chelsea: 2019-2020, 2020-2021
- FA Women's Community Shield: 1

Chelsea: 2020

### Nazionale
- Campionato d'Europa: 2

2022, 2025
- Arnold Clark Cup: 2

2022, 2023
- Finalissima: 1

2023

### Individuale
- PFA Women's Young Player of the Year: 1

2016-2017